# Sibel & Max
Sibel & Max ist eine deutsche Familienserie, deren zwei Staffeln vom 3. Januar 2015 bis 9. April 2016 im samstäglichen Vorabendprogramm des ZDF erstausgestrahlt wurden. Sie handelt von einer alleinerziehenden türkisch-deutschen Ärztin und einem verwitweten deutschen Arzt in Hamburg, deren Kinder unverhofft selbst Nachwuchs erwarten.

## Handlung
Die ungeplante Schwangerschaft bringt nicht nur das Leben der beiden Teenager Jana (16) und Yunus (17) kräftig durcheinander, sondern auch das Leben der beiden alleinerziehenden Eltern, beide Ärzte für Innere Medizin. Mit Dr. Sibel Aydin, Mutter von Yunus, und dem Witwer Dr. Max Walther treffen zwei unterschiedliche Charaktere aufeinander.
Familie, Freundeskreise und die Patienten in der Notfallpraxis von Max im Hamburger Kiez St. Georg bringen in jeder Episode neue Herausforderungen, denen die beiden unterschiedlichen Charaktere – Sibel impulsiv und empathisch, Max hanseatisch zurückhaltend – sich stellen müssen.
Während sich Sibel und Max bemühen, den beiden werdenden jungen Eltern so gut wie möglich zur Seite zu stehen, raufen sich die beiden Familien, zu der auf Seite von Max noch die freche 12-jährige Tochter Nena gehört, zusammen. Gemeinsam meistern sie die neuen und alten Herausforderungen des Alltags im Familiären wie im Beruflichen.

## Figuren

### Dr. Sibel Aydin
Mit 39 Jahren steht Dr. Sibel Aydin mitten im Leben. Einem Leben, das sie in vollen Zügen, mit viel Temperament und immer knapp am Chaos genießt. Sie arbeitet als Ärztin der Inneren Medizin in einem Krankenhaus.
Sie feiert gerne und genießt die Unverbindlichkeit der geheimen Liaison mit einem Millionär. Ihre beste Freundin seit Kindheitstagen, Sophie Stein, ist ihre stete Begleiterin – beim Feiern, aber auch in den ernsten Momenten des Lebens. Sibel erzieht ihren Sohn Yunus (17) seit seiner Geburt alleine. Die Liebe zu seinem Vater war von großer Bedeutung, aber kurz in der Dauer; sie kam mit dem Beginn der Schwangerschaft zu einem schmerzlichen Ende. Auch aufgrund dieses Hintergrundes ist sie trotz all ihrer mütterlichen Liebe und Fürsorglichkeit aufgebracht, als herauskommt, dass Yunus seine heimliche Freundin Jana ungeplant geschwängert hat.
Nachdem sich die beiden Familien der beiden werdenden Teenagereltern kennengelernt haben, beschließt sie ohne großes Aufheben, alles zu unternehmen, damit diese einen guten, glücklichen Start in ihren neuen verantwortungsvollen Lebensabschnitt haben. Obwohl sie charakterlich kaum unterschiedlicher sein könnten, kommt Sibel dem Vater von Jana bald näher, als sie aufgrund der Umstände das Krankenhaus verlässt und in seiner Notfallpraxis anfängt zu praktizieren. Eine Entscheidung, die ihr im mehrfacher Hinsicht gut tut, auch wenn das Leben voller Tumult bleibt.

### Dr. Max Walther
Der vierzigjährige Max Walther ist Arzt der Inneren Medizin und betreibt zusammen mit seinem Kollegen Dr. Tobias Olsen eine Notfallpraxis im Hamburger Stadtteil St. Georg. Max’ Frau Anna starb vor zwei Jahren an Krebs. Dies ist für Max weiterhin eine emotionale Belastung, die ihn gerade in Erziehungsangelegenheiten bei seinen beiden Töchtern Jana und Nena überfordert zurücklässt. Entsprechend fahrig und überlastet reagiert er zuerst auf die plötzliche Schwangerschaft seiner Teenagertochter Jana.
Max hat ein anziehendes Wesen, gewürzt mit einem trockenen Humor, der sich auch in seiner distanzierten Haltung zu seinen Patienten widerspiegelt. Seine Entscheidung, als Arzt eine Notfallpraxis im Problemkiez St. Georg zu betreiben, anstatt eine klassische medizinische Karriere zu machen, führte zu einer dauerhaften Belastung in der Beziehung zu seinem Vater.
Max’ verstorbene Frau war ebenfalls als Ärztin in der gemeinsamen Notfallpraxis tätig. Als Sibel, auch auf drängendes Empfehlen durch seinen Geschäftspartner Dr. Tobias Olsen, in der Praxis anfängt, führen die unterschiedlichen Herangehensweisen beim Umgang mit Patienten zu neuen Spannungen zwischen den beiden, die sich aber trotzdem einander annähern.

### Jana Walther
Die 16-jährige Jana musste früh lernen, Verantwortung zu übernehmen und sich dem Ernst des Lebens zu stellen, als ihre Mutter an Krebs starb und ihr Vater Max mit Familie und Praxis allein blieb. Das Verhältnis zu ihrem Vater litt unter den emotionalen wie alltäglichen Anforderungen an sie. Trotz der Turbulenzen des eigenen Teenagerlebens versucht sie, für ihre kleine Schwester Nena (12) die mütterliche Rolle zu übernehmen.
Janas Ziel ist es, Meeresbiologin zu werden. Sie ist eine gute, disziplinierte Schülerin. Ihre beste Freundin ist Klara. Einer ihrer Lieblingsorte ist das große Tropen-Aquarium im Tierpark Hagenbeck.
Als sie sich in ihren neuen Klassenkameraden Yunus verliebt und versehentlich schwanger wird, ist sie nach kurzer Phase von überwältigender Unsicherheit entschieden, das Kind zu bekommen. Auch gegen Yunus Meinung – der sich nach einigem Zögern aber doch entscheidet, sie voll zu unterstützen.

### Yunus Aydin
Yunus Aydin ist Sibels Sohn. Ein aktiver und charmanter Siebzehnjähriger, der, trotz großer Liebe zu seiner alleinerziehenden Mutter, die häuslichen und schulischen Pflichten gerne vernachlässigt und abends gerne mit seinem Freund Dimi loszieht. Sein Lieblingshobby ist das Boxen. Sein Onkel Berkan ist für Yunus, der seinen Vater nie kennengelernt hat, zu einer Vaterfigur geworden, der ihm in wichtigen Lebensfragen vertrauensvoll zur Seite steht.
Durch seine Schludrigkeit in Sachen Schule hat er die 10. Klasse wiederholen müssen. In der neuen Jahrgangsstufe verliebte er sich quasi im ersten Moment in Jana, die in seine neue Klasse geht. Obwohl nicht seine erste Beziehung, bekam Jana schnell einen besonderen einzigartigen Platz in seinem Herzen. Als Yunus erfährt, dass Jana von ihm schwanger ist, lehnt er diese neue Situation erst ab und drängt auf eine Abtreibung. Doch nachdem Jana sich klar für das Kind entschieden hat, nimmt auch er die Rolle des werdenden Vaters an und wächst mit der neuen Verantwortung in seinem Leben.

### Sophie Stein
Schon seit ihrer Kindheit und durch die Universität hindurch sind Sophie Stein und Sibel beste Freundinnen. Sie hatten eine gemeinsame Studentenbude, als Sophie nach einem abgebrochenen BWL-Studium in Weimar wieder zurück in ihrem geliebten Norden an der Hamburger Hochschule für bildende Künste Architektur und Design studierte. Nun arbeitet sie als Innenarchitektin.
Sie stand Sibel in der schwierigen Zeit der Schwangerschaft, die Sibel bereits ohne den Vater durchstehen musste, bei und wurde danach auch Yunus’ Patentante.
Sophie sehnt sich nach einer festen Beziehung und würde gerne selbst eine Familie gründen. Trotz ihrer Freude am Flirten fühlt sie sich oft einsam. Als sie Max kennenlernt, ist sie sofort hin und weg für ihn.

## Besetzung

### Hauptdarsteller
| Schauspieler        | Rolle            | Episoden       | Zeitraum  | Bemerkungen |
| ------------------- | ---------------- | -------------- | --------- | --- |
| İdil Üner           | Dr. Sibel Aydin  | 1–24           | 2015–2016 | Fachärztin für Innere Medizin Inhaberin der Notfallpraxis St. Georg, Tochter von Fatih und Gül, Schwester von Berkan, Mutter von Yunus, Großmutter von Samuel, beste Freundin von Sophie, Ex-Freundin von Stefan, Freundin von Mike |
| Marc Oliver Schulze | Dr. Max Walther  | 1–24           | 2015–2016 | Facharzt für Innere Medizin Inhaber der Notfallpraxis St. Georg, Sohn von Karl und Jutta, Vater von Jana und Nena, Großvater von Samuel, bester Freund von Tobias, Ex-Freund von Sophie                                             |
| Salah Massoud       | Yunus Aydin      | 1–24           | 2015–2016 | Schüler Freund von Jana, Sohn von Sibel und Mike, Enkel von Fatih und Gül, Neffe von Berkan, Vater von Samuel, bester Freund von Dimitri                                                                                            |
| Katherina Unger     | Jana Walther     | 1–24           | 2015–2016 | Schülerin Freundin von Yunus, Tochter von Max, Enkelin von Karl und Jutta, Schwester von Nena, Mutter von Samuel, beste Freundin von Klara                                                                                          |
| Yolande Andrae      | Nena Walther     | 1–24           | 2015–2016 | Schülerin Tochter von Max, Enkelin von Karl und Jutta, Schwester von Jana, Tante von Samuel |
| Claes Bang          | Dr. Tobias Olsen | 1–24           | 2015–2016 | Facharzt für Chirurgie und Unfallchirurgie Inhaber der Notfallpraxis St. Georg, bester Freund von Max |
| Nina Petri          | Paula Hansen     | 1–24           | 2015–2016 | Sprechstundenhilfe in der Notfallpraxis St. Georg Hebamme von Jana |
| Sandra Borgmann     | Sophie Stein     | 1–2, 4–6, 8–24 | 2015–2016 | Innenarchitektin Beste Freundin von Sibel, Ex-Freundin von Max |
| Adam Bousdoukos     | Mike Brandt      | 10–24          | 2015–2016 | Musiker Vater von Yunus, Großvater von Samuel, Freund von Sibel |
| N. N.               | Samuel Walther   | 18–24          | 2016      | Sohn von Jana und Yunus, Enkel von Sibel, Max und Mike, Urenkel von Fatih, Gül, Karl und Jutta, Neffe von Nena |

### Nebendarsteller
| Schauspieler     | Rolle                 | Episoden                      | Zeitraum  | Bemerkungen |
| ---------------- | --------------------- | ----------------------------- | --------- | --- |
| Gerhard Garbers  | Olaf Jensen           | 1, 3–5, 7, 9, 13–15, 17–21    | 2015–2016 | Genius loci in der Notfallpraxis St. Georg (unbezahlte und helfende Hand, hauptsächlich für handwerkliches und technisches) obdachlos, geschieden, hat einen Sohn |
| Pauline Rénevier | Klara                 | 1–6, 10, 12–13, 16–18, 21, 23 | 2015–2016 | beste Freundin von Jana |
| Mike Hoffmann    | Stefan Mannhardt      | 1, 3, 5–7, 9–10, 12–20        | 2015–2016 | Ex-Freund von Sibel |
| Torsten Hammann  | Albert                | 1, 10, 13, 18–19, 24          | 2015–2016 | regelmäßiger Patient in der Notfallpraxis St. Georg |
| Cem-Ali Gültekin | Berkan Aydin          | 2, 4–5, 8–11, 13, 16, 18–24   | 2015–2016 | Sohn von Fatih und Gül, Bruder von Sibel, Onkel von Yunus |
| Willi Gerk       | Dimitri Bagdaschwilli | 2, 5–6, 10–15, 20, 23         | 2015–2016 | bester Freund von Yunus |
| Katinka Auberger | Dr. Kleefeld          | 2, 12, 14                     | 2015–2016 | Frauenärztin von Jana |
| Katharina Kaali  | Frau Rotbaum          | 3–4, 17–18, 21                | 2015–2016 | Klassenlehrerin von Jana und Yunus |
| Vedat Erincin    | Fatih Aydin           | 8, 10–11, 18–19, 22–24        | 2015–2016 | Mann von Gül, Vater von Sibel und Berkan, Großvater von Yunus, Urgroßvater von Samuel                                                                             |
| Sema Poyraz      | Gül Aydin             | 8, 18–19, 22–24               | 2015–2016 | Frau von Fatih, Mutter von Sibel und Berkan, Großmutter von Yunus, Urgroßmutter von Samuel                                                                        |
| Bernd Stephan    | Karl Walther          | 8, 18–19                      | 2015–2016 | Mann von Jutta, Vater von Max, Großvater von Jana und Nena, Urgroßvater von Samuel                                                                                |
| Angelika Thomas  | Jutta Walther         | 8, 18–19                      | 2015–2016 | Frau von Karl, Mutter von Max, Großmutter von Jana und Nena, Urgroßmutter von Samuel                                                                              |

## Episodenliste

### Staffel 1
| Nr. (ges.) | Nr. (St.) | Originaltitel          | Erstausstrahlung D | Regie              | Drehbuch                         | Zuschauer |
| ---------- | --------- | ---------------------- | ------------------ | ------------------ | -------------------------------- | --------- |
| 1          | 1         | Andere Umstände        | 3. Jan. 2015       | Felix Herzogenrath | Astrid Ruppert                   | 3,43 Mio. |
| 2          | 2         | Positiv                | 10. Jan. 2015      | Felix Herzogenrath | Astrid Ruppert                   | 3,67 Mio. |
| 3          | 3         | Lauffeuer              | 17. Jan. 2015      | Felix Herzogenrath | Verena S. Freytag                | 3,47 Mio. |
| 4          | 4         | Schief gewickelt       | 24. Jan. 2015      | Felix Herzogenrath | Bülent Aladag                    | 3,46 Mio. |
| 5          | 5         | Kinderwünsche          | 31. Jan. 2015      | Holger Schmidt     | Verena S. Freytag                | 3,91 Mio. |
| 6          | 6         | Schwere Entscheidung   | 14. Feb. 2015      | Holger Schmidt     | Michel Birbæk, Hagen Moscherosch | 2,97 Mio. |
| 7          | 7         | Eltern auf Probe       | 21. Feb. 2015      | Holger Schmidt     | Michel Birbæk, Hagen Moscherosch | 3,05 Mio. |
| 8          | 8         | Schlagabtausch         | 7. März 2015       | Holger Schmidt     | Bülent Aladag                    | 2,36 Mio. |
| 9          | 9         | Lügen und Geheimnisse  | 14. März 2015      | Ulrike Hamacher    | Verena S. Freytag                | 2,83 Mio. |
| 10         | 10        | Verlorene Väter        | 21. März 2015      | Ulrike Hamacher    | Bülent Aladag                    | 2,75 Mio. |
| 11         | 11        | Spurensuche            | 28. März 2015      | Ulrike Hamacher    | Michel Birbæk, Hagen Moscherosch | 3,10 Mio. |
| 12         | 12        | Zeit für Veränderungen | 4. Apr. 2015       | Ulrike Hamacher    | Verena S. Freytag                | 2,22 Mio. |

### Staffel 2
| Nr. (ges.) | Nr. (St.) | Originaltitel           | Erstausstrahlung D | Regie           | Drehbuch                         | Zuschauer |
| ---------- | --------- | ----------------------- | ------------------ | --------------- | -------------------------------- | --------- |
| 13         | 1         | Ein bisschen Familie    | 9. Jan. 2016       | Ulrike Hamacher | Bülent Aladag, Verena S. Freytag | 3,43 Mio. |
| 14         | 2         | Befreiungsschlag        | 23. Jan. 2016      | Ulrike Hamacher | Bülent Aladag, Verena S. Freytag | 3,04 Mio. |
| 15         | 3         | Vergeben und vergessen  | 30. Jan. 2016      | Ulrike Hamacher | Michel Birbæk, Hagen Moscherosch | 2,74 Mio. |
| 16         | 4         | Drei sind einer zu viel | 13. Feb. 2016      | Ulrike Hamacher | Michel Birbæk, Hagen Moscherosch | 2,77 Mio. |
| 17         | 5         | Sorgenkind              | 20. Feb. 2016      | Matthias Kopp   | Bülent Aladag                    | 2,93 Mio. |
| 18         | 6         | Hallo Welt, ich bin da! | 27. Feb. 2016      | Matthias Kopp   | Bülent Aladag                    | 2,78 Mio. |
| 19         | 7         | Alles im Griff          | 5. März 2016       | Matthias Kopp   | Astrid Ruppert                   | 2,94 Mio. |
| 20         | 8         | Ein Ende und ein Anfang | 12. März 2016      | Matthias Kopp   | Michel Birbæk, Hagen Moscherosch | 3,04 Mio. |
| 21         | 9         | Aufbruchsstimmung       | 19. März 2016      | Andi Niessner   | Michel Birbæk, Hagen Moscherosch | 2,63 Mio. |
| 22         | 10        | Komm zurück!            | 26. März 2016      | Andi Niessner   | René Förder, Stephan Pächer      | 2,81 Mio. |
| 23         | 11        | Die große Frage         | 2. Apr. 2016       | Andi Niessner   | Bülent Aladag                    | 2,20 Mio. |
| 24         | 12        | Happy End?              | 9. Apr. 2016       | Andi Niessner   | Astrid Ruppert, Nikola Bock      | 2,57 Mio. |

## Entstehung & Veröffentlichung
Sibel & Max wurde von neue deutsche Filmgesellschaft (ndF) produziert und befindet sich bei ZDF Enterprises im Weltvertrieb. Die Dreharbeiten für die erste Staffel fanden in Hamburg von Juni bis Oktober 2014 statt. Es wurde an vielen Orten in Hamburg gedreht, der Stadtteil St. Georg war ein Schwerpunkt (u. a. weil dort auch der Schauplatz für die Notfallpraxis war).
Den Serienauftakt der Samstagabend-Familienserie am 3. Januar 2015 sahen 3,43 Millionen Zuschauer (12,4 % Marktanteil), womit Sibel & Max in etwa auf dem Niveau lag, das Herzensbrecher – Vater von vier Söhnen zuletzt auf diesem Sendeplatz erreichte. Beim jungen Publikum erzielte Sibel & Max 0,51 Mio. Zuschauer und damit einen Marktanteil von 6,0 %. Die zweite Staffel wurde im Frühsommer 2015 produziert und ab 9. Januar 2016 ausgestrahlt. Im Dezember 2016 wurde die Einstellung bekanntgegeben.

## Rezeption
Stefan Niggemeier erinnert in der Frankfurter Allgemeinen Zeitung bei der Einordnung der Serie daran, dass der Vorabendsendeplatz im ZDF noch vor kurzem „der Ort war, an dem ein lustig angezogener Schimpanse namens Charly die menschlichen Konflikte auslöste oder entwirrte“ und nennt es einen „weiten Weg für den Sender, sich der Lebenswirklichkeit und der Fernsehrealität des 21. Jahrhunderts anzunähern.“ Hinsichtlich Sibel & Max sagt Niggemeier, dass glücklicherweise nicht das umgesetzt wurde, was man bei dem Begriff „interkulturelle Familienserie“ erwarten würde, und gesteht der Serie eine gewisse Leichtigkeit zu. Vor allem İdil Üner mache durch ihre Präsenz die Vorhersehbarkeit der Konstellation erträglich.